# マウナ・ケア
マウナ・ケア（ハワイ語: Mauna Kea、Maunakea）は、ハワイ諸島にある火山であり、ハワイ島を形成する5つの火山のうちの1つ。ハワイ諸島の最高峰である。
マウナ・ケア山頂付近は天候が安定し、空気が澄んでいることもあり、世界11ヶ国の研究機関が合計13基の天文台（マウナケア天文台群）を設置している。日本の国立天文台が設置したすばる望遠鏡もここにある。また、ハワイ原住民との取り決めから、13基より多くの天文台を建設しないことになっており、今後新たに建設する場合は、既存のものを取り壊すか新たな了承を取り付ける必要がある。
この火山は比較的液体に近い溶岩の噴火で出来たため平たい形になっている。噴火の周期は短い。

## 名称
ハワイ語でマウナは「山」、ケアは「白い」という意味で、「白い山」若しくは「雪の山」の意であり、冬になると山頂が雪に覆われることから名づけられたというのが一説である。ハワイ先住民の口頭伝承ではマウナ・ア・ワーケア (ハワイ語: Mauna a Wākea)の一部の発音が省略されてマウナ・ケアとなったと伝えられている。この伝承ではマウナ・ケアはハワイの神話の地の母なる女神パパハーナウモクと創造と天空の神ワーケアの第一子とされており、山頂は地と天が結びつく場としている。

## 地勢

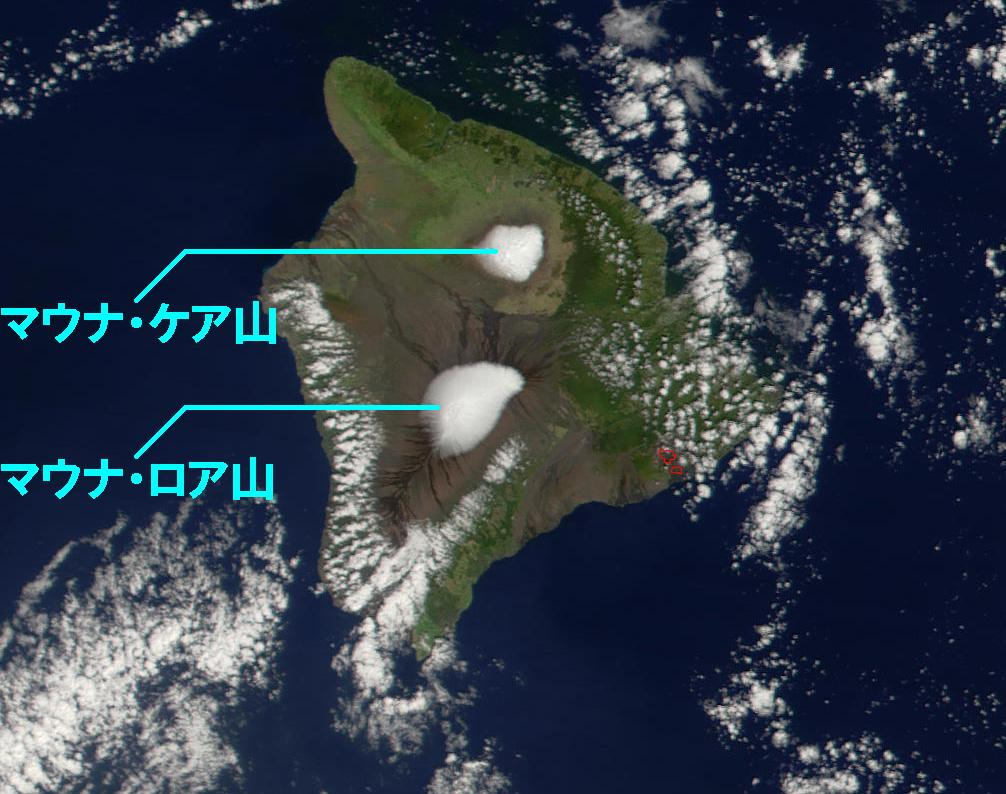
マウナ・ケアとマウナ・ロア

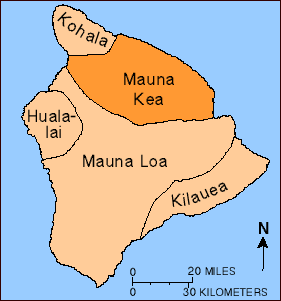
ハワイ島内のマウナ・ケアが占める領域。

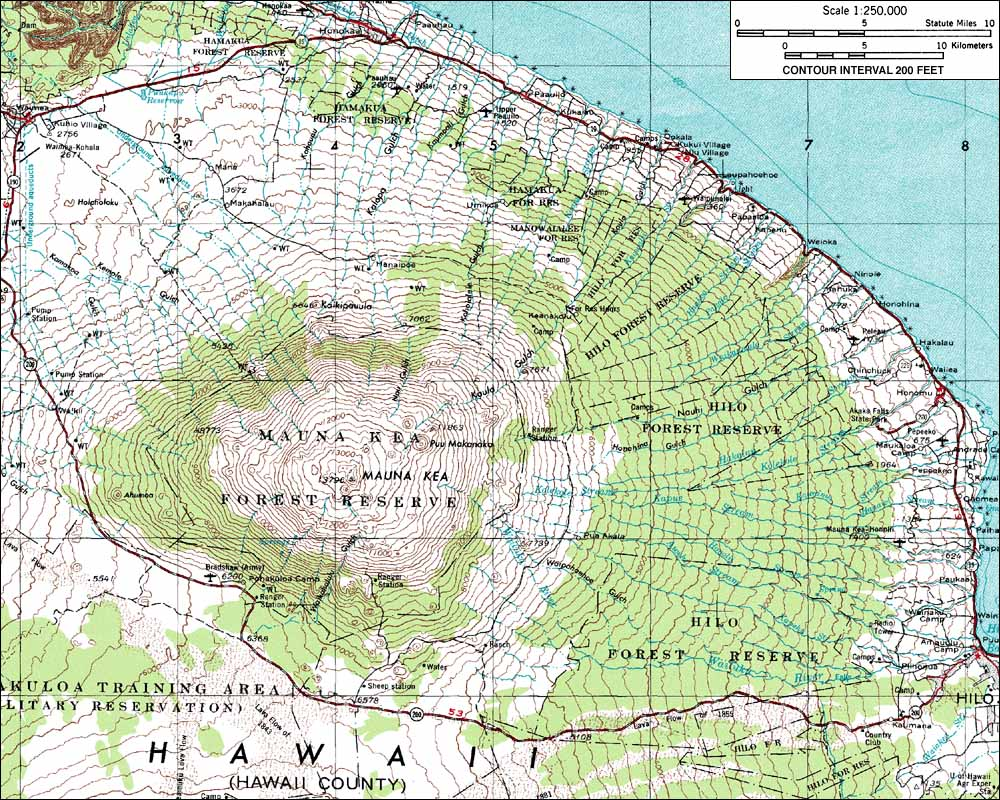
マウナ・ケアの地形図。USGS Mauna Kea (1:250,000)。

ハワイ島を構成する順番に噴火した5つの楯状火山の一つである。マウナ・ケアからの溶岩流は北西にあるコハラ山の南斜面を埋め、自身の西および南斜面は隣の活火山マウナ・ロアからの溶岩に覆われる。マウナ・ケアの標高は4,205 mに達し、マウナ・ロアよりも35 m高く、ハワイ諸島で最も高い火山である。隣のマウナ・ロアとは違い、山頂にはカルデラがなく多数の噴石丘と火山砕屑物堆積物が乗っている。このためにマウナ・ケアの山麓上部はマウナ・ロアより2倍ほど急である。また、マウナ・ロアより山体の開析が進んでいる。
マウナ・ケアの最高点であるプウ・ヴェキウは多数の噴石丘のうちの1つであり、ハワイ諸島の最高点でもある。また、マウナ・ケアは、裾野にあたる太平洋の海洋底から測ると、10,203メートルの高さがあり、エベレスト山を抜いて世界で最も高い山である。しかしながら、マウナ・ケアは山全体の体積が非常に大きく、自分自身の重さによって海底が押しつぶされ、その高さは徐々に減少している。
マウナ・ケアは火山進化の老年期 (post-shield stage) にあり、約20-25万年前に壮年期 (shield stage) から移行した。壮年期には隣のマウナ・ロアのように巨大な山頂カルデラを持つソレアイト質玄武岩でできた滑らかな楯状火山だった。老年期へと移行した後、溶岩は粘度の高いハワイアイトからベンモレアイトのアルカリ溶岩となって噴火は間欠的、爆発的になった。その結果多数の重なり合う噴石丘が形成され、カルデラを完全に埋めて覆い隠した。この溶岩の変化は、マグマ源が高圧の深いところに移動して結晶の平衡関係が変わるためと考えられている。マウナ・ケアは、約4,500年前に最後に噴火していて、現在休火山である。
マウナ・ケアの山頂は更新世の氷期のあいだ巨大な氷帽によって完全に覆われていた。山頂には過去30万年間に少なくとも4回の氷河エピソードがあったことを示す証拠が残されている。氷河モレーンは約70,000年前と約40,000-13,000年前に形成された。山頂近くのアヅ採石場 (Adz Quarry) にある厚い岩石は溶岩が氷河の下で噴出したときに形成されたと考えられている。
山頂付近の標高3970 mの地点にはワイアウ湖 (en:Lake Waiau) がある。また、マウナ・ケアには先史時代に石器用の玄武岩が採掘されていたアヅ採石場がある。

## 気候と生物相

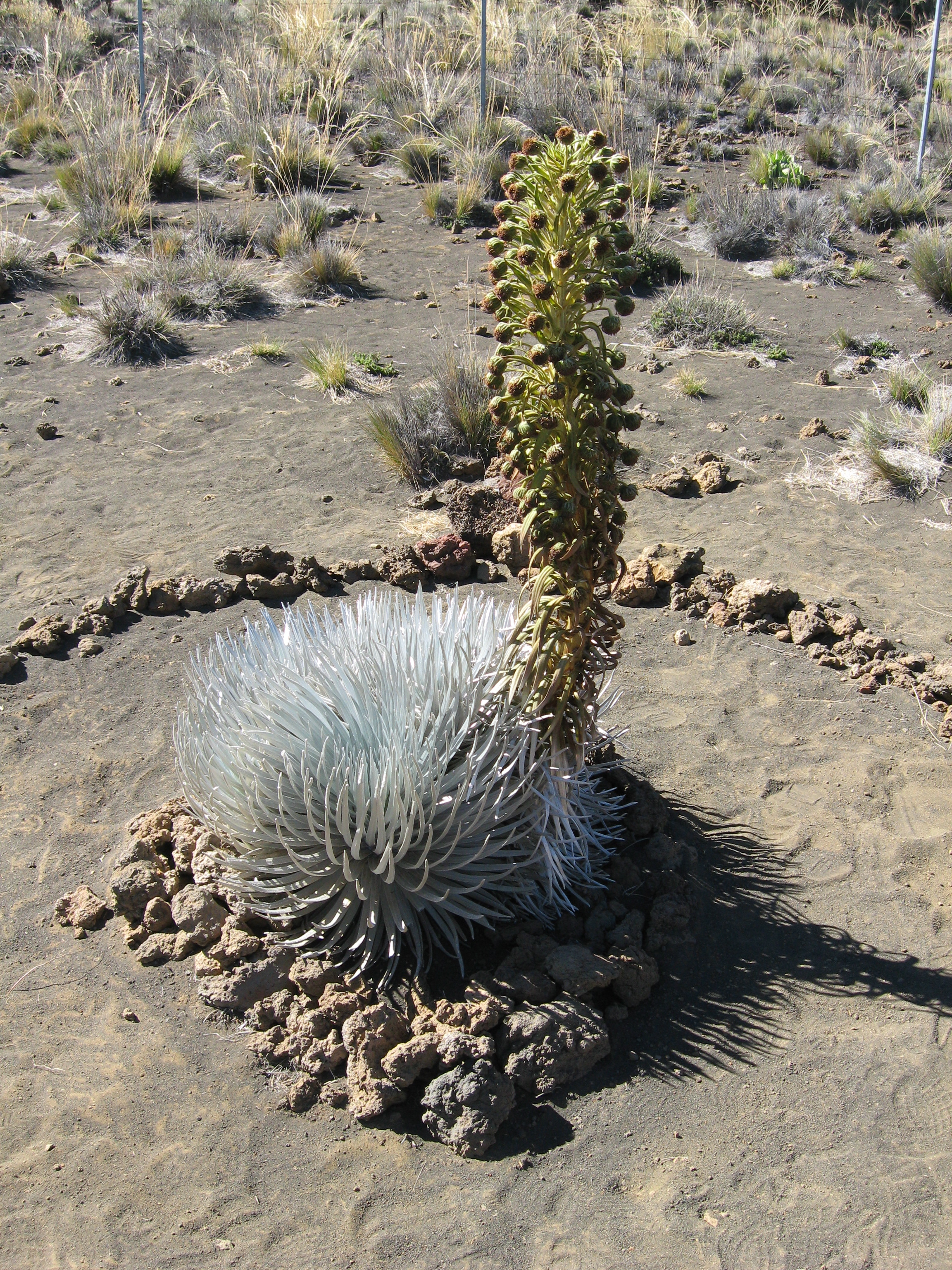
マウナケア銀剣草。

マウナ・ケアの山頂平原は全て森林限界の上にあり、景観のほとんどが溶岩で高山ツンドラがパッチ状に点在する。11月から3月まで標高3,400 mより上で雪が降る。特に寒く雪の多い冬のあいだは、1 mを超える積雪が数週間から数ヶ月間にわたって4,000 mより上の山頂地域に残る。これはラニーニャ現象が起こった年に顕著である。これにより噴石丘の斜面でスキーや他のスノープレーができるほか、ハワイ大学は山頂へ向かうアクセス道路で働く雪の除去作業員を1970年代から雇っている。ある年には一年を通して7月以外は毎月雪が必ず降ったこともあるという。
これより少し低い部分は固有種のマウナケア銀剣草(en:Mauna Kea silversword)が見られる地域である。
1,600-2,400 mはかつてはコア-ママネ森林だったが、ほとんど全てが牧草で覆われる牧場地帯になっている。この地域はハワイにとって外来種であるハリエニシダの大繁殖に脅かされている。北と西斜面のほとんども牧草地である。絶滅の危機にあるフィンチに似たハワイミツスイ類であるキムネハワイマシコ（en:Palila）はほとんどママネの実のみを食べる鳥で、西斜面のママネ-ナイオ森林に棲息する。多数の野生化したヒツジが標高の高い部分に棲息し、土着の植生に深刻な影響を及ぼしている。
風上 (東) 斜面は約460-1,600 mで多雨林に覆われる。山の下部は広範囲にわたって農業地であり以前は広大なサトウキビ畑地域だった。1990年代に起こった砂糖産業の崩壊とともに、この地の多くは休閑地となっているが、一部はウシの放牧地、小規模農場、および木材パルプ用のユーカリ園になっている。
かつて北米本土より持ち込まれたサボテンが異常繁殖した時代があった（米国本土でのロデオ大会の優勝賞品として持ち込まれた）が、サボテンを食べる蛾によって駆除が行なわれ、現在はほとんどサボテンを見かけなくなっている。

## 天文台
マウナ・ケア山頂は世界中で最も天体観測に適した場所のひとつで、13基の世界最先端の天文台が設置されている。山頂は地球の対流圏のおよそ40％の位置にあり、大気中の水蒸気量も低く、他では見られない明瞭な夜空の像を得ることができる。さらに、山頂は逆転層より上にあり、晴天日は年間300日にのぼる。また、北緯20度という低緯度に位置し、北天と南天両方の多くの領域を観察することができる。斜面がなだらかな楯状火山なので、山頂への資材輸送も比較的簡単である。ハワイ島の低い人口密度は人工の光汚染が少ないことを意味する。これらの因子のすべてがマウナ・ケアを最新の天文学にとって理想的な場所としている。
近年マウナ・ケアへの望遠鏡の建設は法的および政治的な論争の種となっている。地元の先住民と環境活動グループはさらなる望遠鏡の建設はかなりの環境ダメージを引き起こし偉大な文化的重要性を持つ地を汚すことになると抗議している。神話によると、マウナ・ケアの山頂は雪の女神ポリアフと多くの他の神々の住まう地である。ここは祈り、埋葬、子供の清め、および伝統的天体観測にも重要な場所である。それに加えて、山頂地域は固有種の昆虫、ウェキウ・バグ (Nysius wekiuicola) の棲息地であり、開発による影響が議論されている。この虫は、上昇気流によって山頂へと飛ばされてきた昆虫を食べる。水銀がこぼれ (1995年以前) 汚水の投棄が既存の望遠鏡で起こっていた。10年以上にわたって、この問題を巡って法的闘争がハワイの法廷で行われてきた。2007年1月19日、第三巡回裁判所は適切な管理計画が承認されるまでマウナ・ケアでのさらなる開発を停止する判決を確認した。この判決が下されたにもかかわらず、いくつもの望遠鏡の建設計画が進行中である。